# Samogitisch
Dit overzicht is mogelijk incompleet; u kunt helpen door het uit te breiden.
Het Samogitisch is een groep dialecten uit Litouwen. Het wordt vaak als een aparte taal van het Litouws gezien, omdat het zich daar erg van onderscheidt. Samogitisch wordt in Samogitië gesproken.
De taal heeft ongeveer 500.000 sprekers en is een Baltische taal.
Het Samogitisch wordt in Litouwen niet erkend als aparte taal.